# Felix (serie televisiva)
Felix  (Felix - Ein Freund fürs Leben) è una serie televisiva tedesca in 14 episodi trasmessi per la prima volta nel corso di una sola stagione nel 1997.
È una serie d'avventura incentrata sulle vicende della famiglia König appena trasferitasi a Bonn insieme al cane San Bernardo Felix che hanno incontrato per la strada. È una versione televisiva tedesca dei film di Beethoven; a sottolineare l'attinenza con i film vi è il fatto che nell'episodio pilota della serie Felix visita il monumento a Beethoven a Bonn.

## Personaggi e interpreti
- Arnold König, interpretato da Alexander Pelz.
- Ellen König, interpretato da Elisabeth Niederer.
- Julia König, interpretata da Nadine Neumann.
- Tim König, interpretato da Marc Diele.
- Gertrud König, interpretata da Elisabeth Wiedemann.
- Herr Banath, interpretato da Claude-Oliver Rudolph.
- Herr Konz, interpretato da Carl Heinz Choynski.

## Distribuzione
La serie fu trasmessa in Germania dal 2 febbraio al 16 maggio 1997 sulla rete televisiva RTL Television. In Italia è stata trasmessa a partire dal 13 giugno 1998 su Italia 1 con il titolo Felix.

## Episodi
| Stagione       | Episodi | Prima TV Germania | Prima TV Italia |
| -------------- | ------- | ----------------- | --------------- |
| Prima stagione | 14      | 1997              | 1998            |